# Cristina Iovu
Cristina Iovu (n. 8 noiembrie 1992, Chișinău, Republica Moldova) este o halterofilă de talie mondială din Republica Moldova, specializată în ridicarea greutăților la categoria de 53 kg.

## Carieră
În 2012 a devenit campioană europeană la proba respectivă și a fost purtătoarea drapelului țării la Jocurile Olimpice de vară din 2012 de la Londra. Iovu a câștigat la Londra medalia de bronz la Jocurile Olimpice din 2012.
Din 2013 Cristina Iovu a reprezentat Azerbaidjanul în competițiile internaționale.
Ea a fost descalificată de la Campionatul European de Haltere din 2013 după ce a fost depistată pozitiv cu oxandrolonă la un testing anti-doping, fiind suspendată de Federația Internațională de Haltere de la 19 iunie 2013 până la 19 iunie 2015. Azerbaijanul a fost obligat să plătească o amendă de 500.000 $ întrucât multiple teste au dat rezultate pozitive la substanțe interzise. În noiembrie 2016, Comitetul Olimpic Internațional i-a retras lui Iovu medalia de bronz obținută la Jocurile Olimpice de la Londra.
La Campionatul European de Haltere din 2016 a luat startul pentru România. La Førde a devenit campioana europeană. În 2018 a fost suspendată timp de zece ani după un nou caz de dopaj.

## Realizări sportive
| Loc | Loc | Loc | Competiție                           | Oraș      | Rezultat   |
| S   | A   | T   | Competiție                           | Oraș      | Rezultat   |
| --- | --- | --- | ------------------------------------ | --------- | ---------- |
|     |     |     | Campionatul European de Haltere 2009 | București | 75+96=171  |
|     |     |     | Campionatul European de Haltere 2012 | Antalya   | 91+116=207 |
|     |     |     | Campionatul European de Haltere 2016 | Førde     | 90+120=210 |

## Legăturie externe
- en Cristina Iovu la Olympedia.org
- http://unimedia.info/stiri/halterofila-cristina-iovu-a-fost-depistata-pozitiv-75044.html